# Edgar Grande
Edgar Grande (* 12. November 1956 in Schwendi) ist ein deutscher Politikwissenschaftler.
Er ist seit Oktober 2004 Professor für Vergleichende Politikwissenschaft am Geschwister-Scholl-Institut für Politikwissenschaft der Ludwig-Maximilians-Universität München.

## Studium
Edgar Grande begann im Wintersemester 1976 das Studium der Politikwissenschaft, Empirische Kulturwissenschaft, Soziologie und Volkswirtschaftslehre an der Universität Tübingen. In den Jahren 1979 und 1980 nahm er an den 12. bzw. 13. Essex Summer School in Social Science Data Analysis and Collection an der University of Essex teil. Im Juni 1982 schloss Grande sein Studium in Politikwissenschaft und Empirischer Kulturwissenschaft ab.
Im Juni 1989 promovierte Edgar Grande an der Universität Konstanz zum Dr. rer. soc. mit dem Thema: „Vom Monopol zum Wettbewerb? Die neokonservative Reform der Telekommunikation in Großbritannien und der Bundesrepublik Deutschland – eine vergleichende Analyse ökonomisch-politischer Konfigurationen“.
Die Habilitation folgte im Jahre 1994 an der Fakultät für Verwaltungswissenschaft der Universität Konstanz für die Fächer Politische Wissenschaft und Verwaltungswissenschaft. Das Thema der Habilitationsschrift lautete: „Vom Nationalstaat zur europäischen Politikverflechtung. Expansion und Transformation moderner Staatlichkeit – untersucht am Beispiel der Forschungs- und Technologiepolitik“.

## Akademische Laufbahn
Edgar Grande war nach seinem Studium als studentische Hilfskraft und später wissenschaftlicher Mitarbeiter am Lehrstuhl von Gerhard Lehmbruch der Universität Konstanz tätig. Nach seiner Promotion wechselte er im Februar 1989 er als Forschungsstipendiat an das Max-Planck-Institut für Gesellschaftsforschung in Köln. Bis 1996 war Grande dort Wissenschaftlicher Mitarbeiter und von 1989 bis 1994 Mitarbeiter des Projekts „Industrieforschung und staatliche Politik“. Zwischendurch wurde er als Vertretung an den Lehrstuhl für Vergleichende Politikwissenschaft der Europa-Universität Viadrina in Frankfurt (Oder) gerufen. Im April 1996 wurde Grande erst Kommissarischer Leiter des Lehrstuhl für Politische Wissenschaft an der Technischen Universität München, anschließend übernahm im August 1996 den Lehrstuhl. Von Oktober 2004 bis 2017 lehrte Grande für Vergleichende Politikwissenschaft am Geschwister-Scholl-Institut für Politische Wissenschaft der Ludwig-Maximilians-Universität München. 2017 wurde er Gründungsdirektor des Zentrums für Zivilgesellschaftsforschung am Wissenschaftszentrum Berlin für Sozialforschung.
Grande gehörte dem ersten Prüfgremium an, dass für die Freie Universität Berlin die Plagiatsvorwürfe gegen die Dissertation von Franziska Giffey prüfen sollte. Für Kritik sorgte dabei die Tatsache, dass die Doktormutter Tanja Börzel als Vorsitzende des Promotionsausschusses an der Einsetzung des Prüfgremiums beteiligt war und Grande wie die anderen Mitglieder des Gremiums wissenschaftliche Verbindungen zu Börzel hatte. Er hatte in der Vergangenheit zusammen mit Börzels Ehemann Thomas Risse publiziert.
Er ist seit 1989 mit Brigitte Grande verheiratet, mit der er einen 1994 geborenen Sohn hat.

## Mitgliedschaften
- Mitglied des redaktionellen Beirats des „Journal of European Public Policy“
- Mitglied des Kuratoriums des Münchner Zentrums zur Geschichte von Wissenschaft und Technik
- Mitglied des redaktionellen Beirats des Online-Journals „German Policy Studies/Politikfeldanalyse“
- Mitglied des Beirats des Verbundes „Historische Innovationsforschung in Deutschland“ beim Bundesministerium für Bildung und Forschung
- Mitglied des Fachbeirats „Politik und Gesellschaft“ der Münchner Volkshochschule
- Mitglied des Vorstandes des Sonderforschungsbereichs 536 „Reflexive Modernisierung“
- Sprecher des Sonderforschungsbereichs 536 „Reflexive Modernisierung“
- Mitglied des Gutachterausschusses des „EU-Network of Excellence PRIME“
- Mitglied des internationalen Wissenschaftsrats des NCCR-Projekts „Democracy in the 21st Century“ an der Universität Zürich
- Mitglied des redaktionellen Beirats der „Zeitschrift für Politikwissenschaft“

## Preise und Auszeichnungen
1991 erhält Edgar Grande den 3. Preis der Fritz-Thyssen-Stiftung für sozialwissenschaftliche Aufsätze des Zeitschriftenjahrgangs 1991 für den gemeinsam mit Volker Schneider verfassten Aufsatz „Reformstrategien und staatliche Handlungskapazitäten“.